# Associação dos Amigos de Mindelo para a Defesa do Ambiente
A Associação dos Amigos do Mindelo para a Defesa do Ambiente (AAMDA), criada em 1992, é uma Organização não governamental de ambiente de Vila do Conde. Possui cerca de 750 associados.
A missão da Associação é tornar a freguesia de Mindelo e Vila do Conde em geral, a longo prazo, um exemplo nacional do ponto de vista do desenvolvimento sustentável através da aplicação de um modelo participativo, com utilização responsável e concertada dos recursos.
A Associação fundou o Movimento Pela Reserva Ornitológica de Mindelo e é a entidade promotora nacional dos Ecoclubes.